# Saneamiento ecológico
El saneamiento ecológico (SE), también conocido como ecosan o eco-san, es un proceso de saneamiento natural que busca incentivar el uso racional del agua, no contaminar y regresar al suelo los nutrientes en los excrementos humanos. El proceso se fundamenta en tres principios: prevenir la contaminación, sanear la orina y las heces; y utilizar los productos seguros ya tratados con fines agrícolas, limitando así el uso de componentes químicos que contaminan el agua subterránea.

## Historia de los enfoques de saneamiento orientados a la reutilización
En la Edad Media, el uso de excretas y aguas grises era la norma. Las ciudades europeas sufrían una rápida urbanización y el saneamiento se estaba convirtiendo en un problema cada vez más grave, mientras que al mismo tiempo, las ciudades se estaban convirtiendo en una fuente cada vez más importante de nutrientes agrícolas. La práctica de utilizar los nutrientes de las excretas y aguas residuales para la agricultura, por lo tanto, continuó en Europa hasta mediados del siglo XIX. Los agricultores, reconociendo el valor de las excretas, estaban ansiosos por obtener estos fertilizantes para aumentar la producción y la limpieza urbana se beneficiaba con ello.

El Saneamiento Ecológico nos permite devolver los nutrientes higienicamente al suelo, en lugar de contaminar los ríos.

## Funcionamiento del proceso
Los sistemas ecosan permiten la recuperación de nutrientes de los residuos orgánicos originados de las heces y la orina humana, para ser utilizados en beneficio de la agricultura; contribuyendo así a conservar la fertilidad del suelo, asegurar la seguridad alimentaria para las generaciones futuras, reducir al mínimo la contaminación del agua y recuperar la bioenergía. Aseguran que el agua se utiliza económicamente y se recicla de manera segura en la mayor medida de lo posible para fines tales como el riego o la recarga de acuíferos.

## Ventajas

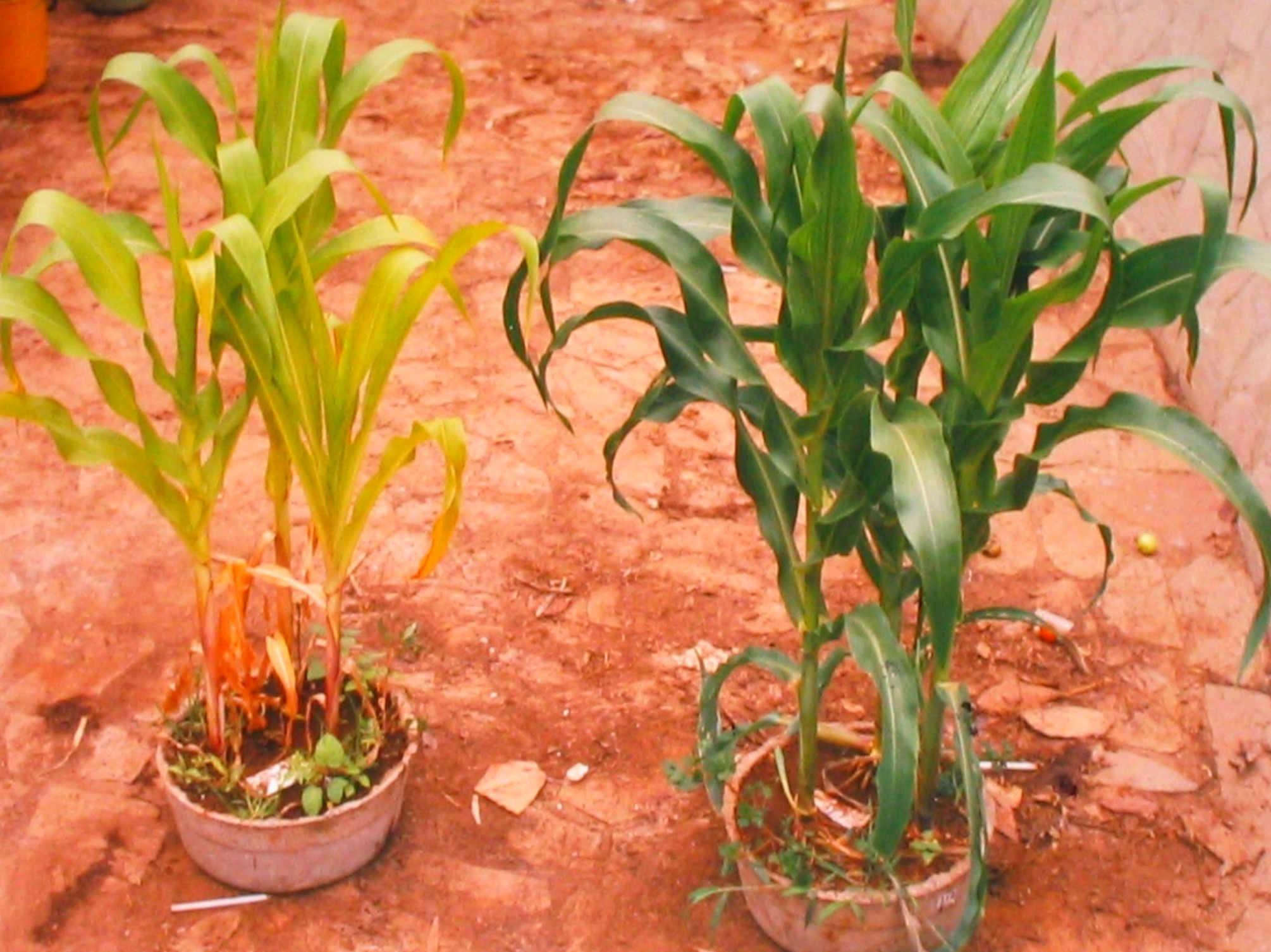
La planta de maíz a la derecha recibió orina humana y la otra no, en una prueba hecha por Peter Morgan en suelos degradados de Zimbabue en África. El 90 % de los nutrientes están en la orina.

Las ventajas más importantes de los sistemas de saneamiento ecológico son:
- Mejora de la salud, reduciendo al mínimo la introducción de patógenos de la excreta humana en el ciclo del agua.
- Preservación de la fertilidad del suelo.
- Contribución a la conservación de los recursos a través de menor consumo de agua, la sustitución de fertilizantes minerales y la minimización de la contaminación del agua.
- Mejora de la productividad agrícola y la seguridad alimentaria.
- La preferencia por los sistemas modulares, descentralización parcial del flujo de soluciones más adecuadas rentables adaptados a la situación local.
- Promoción de un enfoque holístico e interdisciplinario.
- Reciclaje de valiosos recursos, en lugar de perderlos.

John Jeavons sostiene que "la orina y las heces de cada persona contienen los nutrientes aproximadamente necesarios para producir alimentos suficientes para alimentar a esa persona".

## Tecnologías de los sistemas de ecosan

Se va moviendo el ArborLoo sobre un hoyo y otro hoyo para fertilizarlos con excremento y luego sembrar árboles o plantas como del banano.

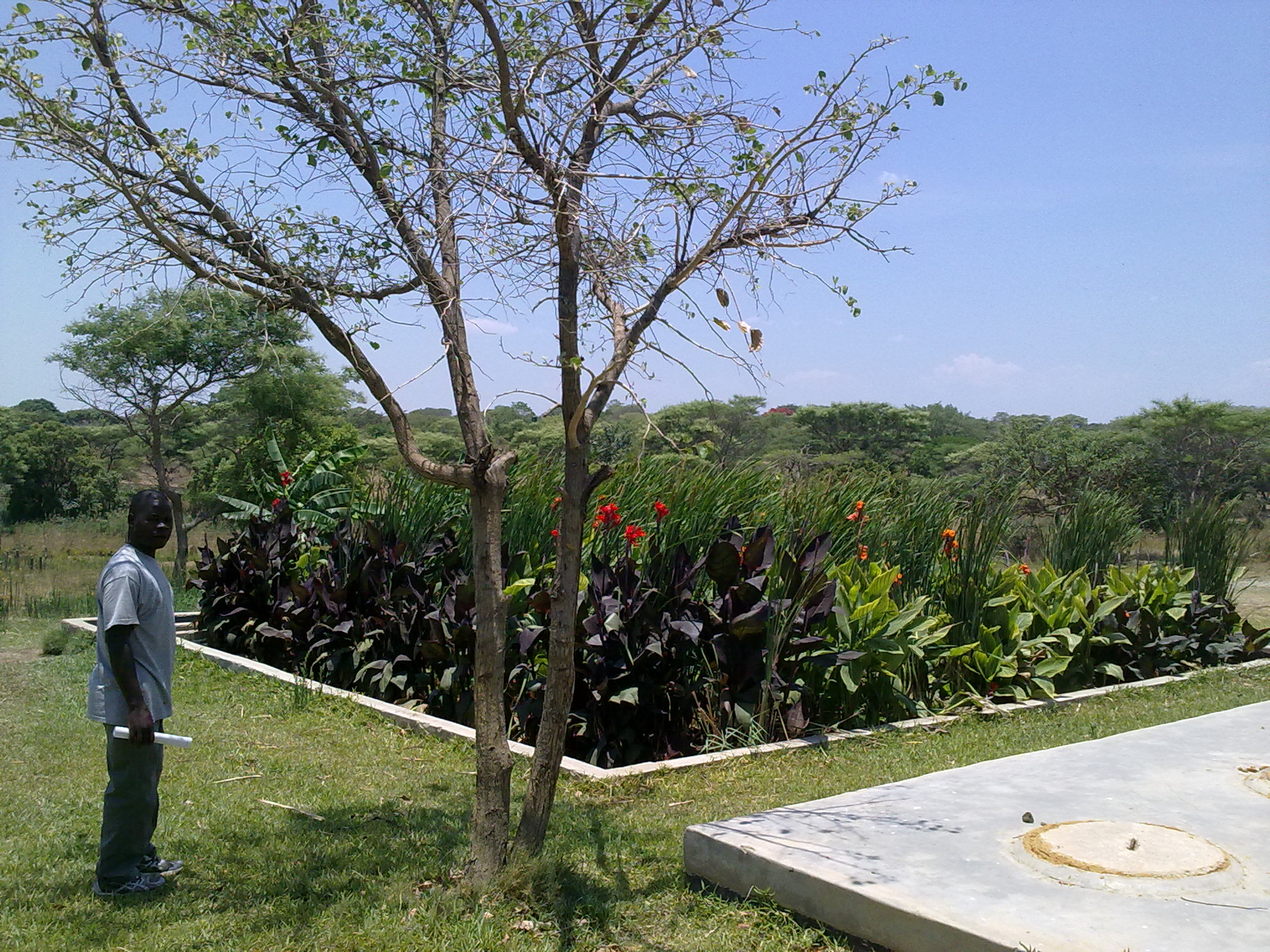
Un humedal artificial recicla los nutrientes mediante plantas y las bacterias en sus raíces.

No se trata de defecación al aire libre, sino técnicas higiénicas y ordenadas para devolver los nutrientes al ecosistema y al mismo tiempo controlar las enfermedades.Un edificio del KfW Bankengruppe en Fráncfort del Meno, Alemania, utiliza inodoros de vacío y tratamiento de aguas grises. El concepto está basado en una colección de excretas y aguas grises por separado. Si bien la orina y las heces se recogen a través de inodoros de vacío y una red de alcantarillado al vacío utilizando mucho menos agua para el lavado, las aguas grises de lavado de manos y la cocina es recogida y tratada por separado en un reactor de lodos activados compacto combinado con filtración de membrana. Las aguas grises tratadas posteriormente se reutilizan para el aseo. La cantidad de aguas grises se puede reducir en un 76 % con este sistema de bajo costo que podría ser una de las opciones para los sistemas de saneamiento de los edificios de oficinas al ser construidos.
También en Alemania se desarrolla un centro de investigaciones para reciclar fosfatos que produciría 29.000 toneladas de fertilizante al año. El grueso de sus insumos provendría de la mayor mina de fosfato de Alemania: las alcantarillas de Berlín.
Otras tecnologías de ecosan incluyen:
- Inodoro ecológico seco con separación de la orina, que permiten aprovechar más directamente la orina como fertilizante, mientras las heces son procesadas para reducir la abundancia de patógenos.
- Urinarios sin agua, que facilitan la recolección de este líquido en forma pura para ser aprovechado como fertilizante.
- ArborLoo, que consiste en un sistema muy sencillo de devolver los nutrientes al suelo, preparándolo para la siembra de árboles.
- Humedales artificiales, que limpian las aguas servidas, convirtiendo la contaminación en recursos, como pasto que sirve como forraje para animales.[9]
- Digestión anaeróbica, que convierte los desechos orgánicos en biogás, un importante recurso energético, y digestato que sirve como fertilizante y enmienda del suelo.